# Spominski znak Republiška koordinacija 1991
Spominski znak Republiška koordinacija 1991 je spominski znak Slovenske vojske, ki naj bi bil podeljen vsem pripadnikom Republiške koordinacijske skupine, toda spominski znak sta sprva prejela le Igor Bavčar in Janez Janša, medtem ko so drugi dobili simbolična darila.
35 pripadnikov takratnega Republiškega sekretariata za ljudsko obrambo in 36 pripadnikov Republiškega sekretariata za notranje zadeve je znak prejelo 16. oktobra 2006.
Spominski znak Republiške koordinacije 1991 je bil ustanovljen leta 1993 s pravilnikom o priznanjih Ministrstva za obrambo. 